# I rivali
I rivali (The Rivals) è una commedia di Richard Brinsley Sheridan, portata al debutto a Londra nel 1775. L'opera, la prima di Sheridan, fu accolta negativamente da critica e pubblico al momento dell'esordio sulle scene, ma negli anni si consolidò come una tra le più apprezzata e rappresentate opere teatrali inglesi del XVIII secolo e viene considerata tra i capolavori dell'autore.

## Trama
La commedia narra di una coppia di amanti, Lydia e Jack. Lydia è una grande appassionata di romanzi popolari e desidera un grande amore romantico. Per conquistarla allora Jack si finge Ensign Beverley, un povero ufficiale dell'esercito inglese. Lydia è affascinata dall'idea di fuggire con un povero soldato, a dispetto della disapprovazione della sua tutrice, la moralista Mrs Malaprop. Lydia ha altri due pretendenti: Bob Acres, un ridicolo gentiluomo di campagna, e Sir Lucius O'Trigger, un povero ma agguerrito gentiluomo irlandese. Sir Lucius paga Lucy per portare delle lettere d'amore a Lydia, che lui conosce come "Delia", ma la serva lo inganna e consegna le lettere a Mrs Malaprop.
Sir Anthony Absolute arriva a Bath per arrangiare il matrimonio del figlio, Jack Absolute, ma con grande sorpresa dell'uomo il figlio annuncia di essere già innamorato. Padre e figlio litigano furiosamente, almeno finché Jack non scopre dai servi Lucy e Fag che la sposa scelta dal padre è Lydia Languish, la giovane di cui lui è innamorato. Jack allora accetta la scelta del padre e viene presentato a Lydia con la benedizione di Mrs Malaprop. Jack racconta a Lydia di fingere soltanto di essere il figlio di Sir Anthony, essendo in realtà (a detta sua) Ensign Beverley, un povero ufficiale. Lydia allora giura di amare in eterno Ensign e di disprezzare per sempre Jack Absolute. Intanto Faulkland, un amico di Jack, è innamorato di Julia, una parente degli Absolute, ma la sua gelosia gli impedisce di instaurare una vera relazione. Bob Acres, un altro amico di Jack, dice a Sir Lucius che un uomo - un misterioso Beverley - sta corteggiando Lydia e l'aristocratico ordina all'informatore di sfidare a duello Beverley e di ucciderlo.
Acres accetta e scrive una lettera al rivale, che Jack si offre di consegnare, pur rifiutandosi di fargli da secondo nel duello. Mrs Malaprop tenta ancora di presentare Jack a Lydia, questa volta in presenza di Sir Anthony, e così la giovane scopre di essere stata raggirata dal suo spasimante. Lydia è ferita nello scoprire che le sue velleità romantiche sono state frustrate e rigetta Jack aspramente. Sir Lucius intanto ha scoperto che Lydia è promessa a Jack e decide di sfidare Absolute a duello. I due si incontrano e Jack accetta la sfida, pur non sapendo neanche il motivo della contesa. David informa del duello Mrs Malaprop, Lydia, Julia e Sir Anthony e tutti accorrono per fermarlo. Sir Lucius spiega le motivazioni della tenzone e Lydia confessa il suo amore per Jack. Mrs. Malaprop annuncia di essere Delia e Sir Lucius si rende conto di essere stato raggirato dalla servetta Lucy. Sir Anthony consola Mrs Malaprop, Julia fa pace con Faulkland e Acres invita tutti a festeggiare.